# دانیل هاپفر
دانیل هاپفر (حدود ۱۴۷۰ کاوفبویرن – ۱۵۳۶ آوگسبورگ)؛ (به آلمانی: Daniel Hopfer) یک هنرمند نقاش و قلمزن آلمانی بود. به طور گسترده‌ای اعتقاد بر این بوده‌است که برای اولین بار او از تکنیک چاپ اچینگ در پایان قرن پانزدهم استفاده کرده‌است. او همچنین به کار چاپ با تکنیک چوب‌تراشی نیز می‌پرداخت.

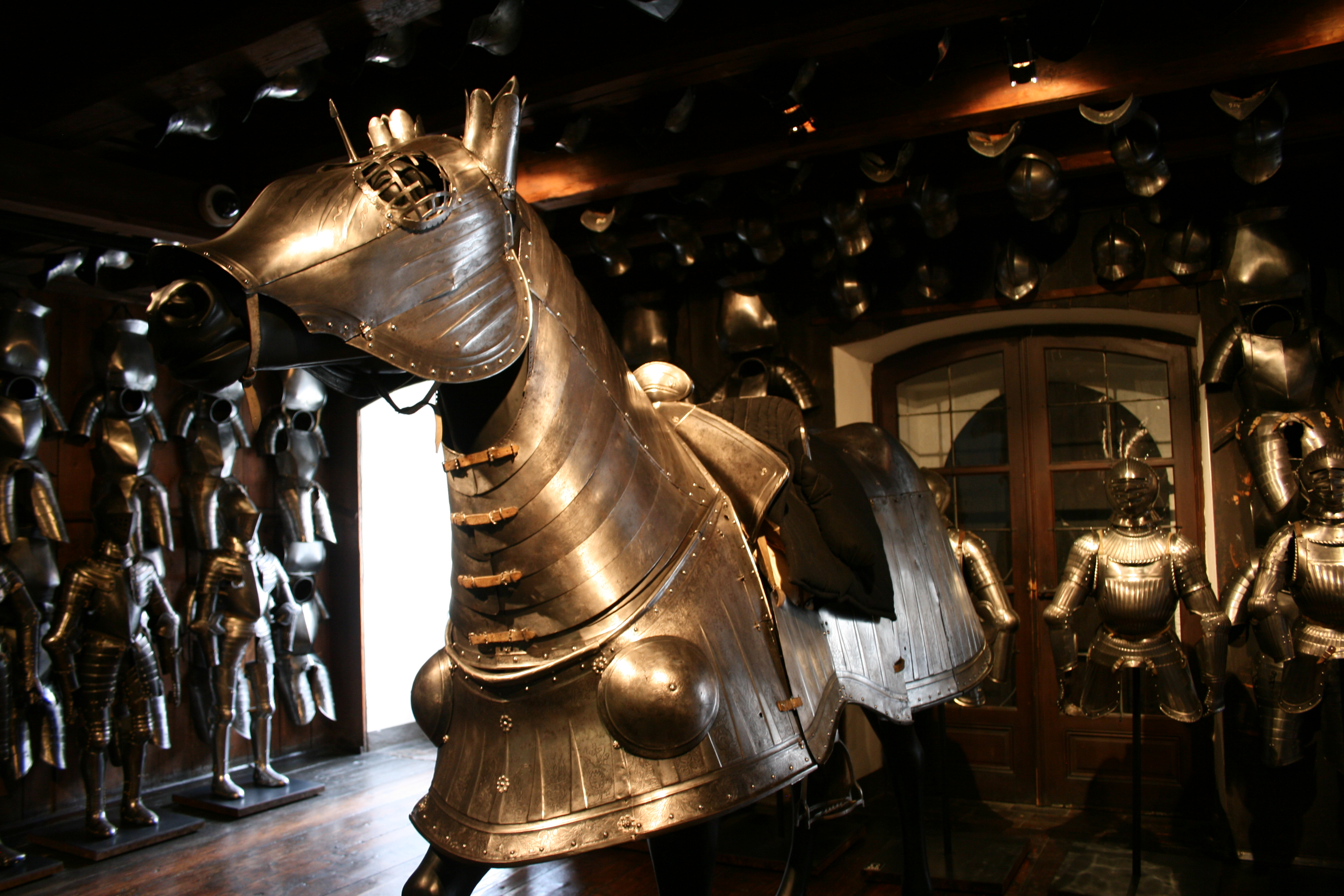
زره اسب تزیینی اثر دانیل هاپفر